# Pferdegangart
Beim Pferd werden charakteristische Gangarten (kurz: Gänge, selten auch Allüren) unterschieden.

## Grundgangarten
Die meisten Pferderassen haben nur die drei Grundgangarten. Dies ist auf Züchtung zurückzuführen, um leichter reitbare Pferde zu erhalten, denn jede Gangart erfordert einen anderen Bewegungsablauf des Reiters, der erlernt werden muss.

### Schritt
Der Schritt ist eine ruhige Viertaktgangart ohne Schwebephase, bei der das Pferd die Hufe „diagonal-lateral“ also z. B. in der Reihenfolge links vorne – rechts hinten – rechts vorne – links hinten setzt, wobei die Bewegungen sich ein wenig „überlappen“. Als fehlerhaft gilt in der deutschen oder klassischen Reitlehre ein passartiger Gang. Man unterscheidet Mittelschritt, versammelten und starken Schritt. Die beiden letzteren werden erst nach der Grundausbildung des Pferdes verlangt. Beim starken Schritt mit mehr Raumgriff tritt der Hinterhuf deutlich über den Abdruck des Vorderhufs hinaus, man spricht auch von Rahmenerweiterung, bei der die Schrittfrequenz nicht eiliger, aber die Schritte ausgreifender und die Nickbewegung des Pferdekopfs deutlicher werden. Beim versammelten Schritt soll das Pferd vermehrt Last mit der Hinterhand aufnehmen und dadurch kürzere und erhabenere Schritte zeigen, sich also versammeln. Es reicht nicht, wenn lediglich der Schritt verlangsamt und verkürzt wird (Pass-Gefahr; siehe auch weiter unten). Starker und versammelter Schritt werden erst in fortgeschrittenen und höheren Dressuraufgaben verlangt. Der Schritt ist die Gangart, bei der am wenigsten durch Ausbildung und Training verbessert werden kann.
Ist schon die „Schrittarbeit […] überhaupt das Schwerste in der Reiterei“, so gilt das insbesondere für den versammelten Schritt: „Die Versammlung im Schritt herbeizuführen, ist zweifellos eine der allerschwierigsten Aufgaben für den Reiter.“ Wenn der Reiter durch eine übertriebene Hilfengebung des Pferdes, wie z. B. zu starke Einwirkung mit den Zügeln, das Tier in seinem natürlichen Bewegungsablauf stört und es sich dadurch verspannt, kann es sein, dass aus Schritt Pass wird oder dass andere Taktfehler, Fehler im Raumgriff und in der Losgelassenheit des Pferdes auftreten.
Zu Beginn jeder Trainingseinheit wird empfohlen, das Pferd „10 bis 15 Minuten im Schritt am langen Zügel gehen“ zu lassen, was zur Entspannung und zum Erwärmen der Muskeln und Gelenke dient. Auch während des Trainings dienen Schrittpausen am langen oder mit hingegebenem Zügel zwischen den Trab- und Galoppreprisen der „psychischen und physischen Entspannung“ des Pferdes.
Eine Variation ist der Spanische Schritt.
Aber auch der Schulschritt (pas d’école) ist hier zu erwähnen. Dieser entsteht aus dem stark versammelten Schritt, bei dem die diagonale Stützbeinphase deutlich verlängert wird, bis die laterale Stützbeinphase nur noch kurz oder gar nicht mehr stattfindet. Damit nähert man sich aus dem klaren Viertakt immer mehr dem Zweitakt, weshalb der Schulschritt auch als „Schritt-Trab“ bezeichnet wird.

### Trab
Der Trab ist eine schnelle Zweitaktgangart, bei der jeweils das diagonale Beinpaar gemeinsam vorgeschwungen wird. Zwischen den beiden Bodenberührungen gibt es dabei eine kurze Schwebephase. Die Einhaltung der Gangart ist im Trabrennen wichtig; bei Nicht-Einhaltung erfolgt Disqualifikation.
Man unterscheidet beim Dressurreiten versammelten Trab, Arbeitstrab, Mitteltrab und starken Trab. Übungen aus der hohen Schule sind ein Trab nahezu auf der Stelle, als Piaffe bezeichnet, und ein Trab mit einer verlängerten Schwebephase und akzentuierter gehobenen Beinen als Passage.

### Galopp

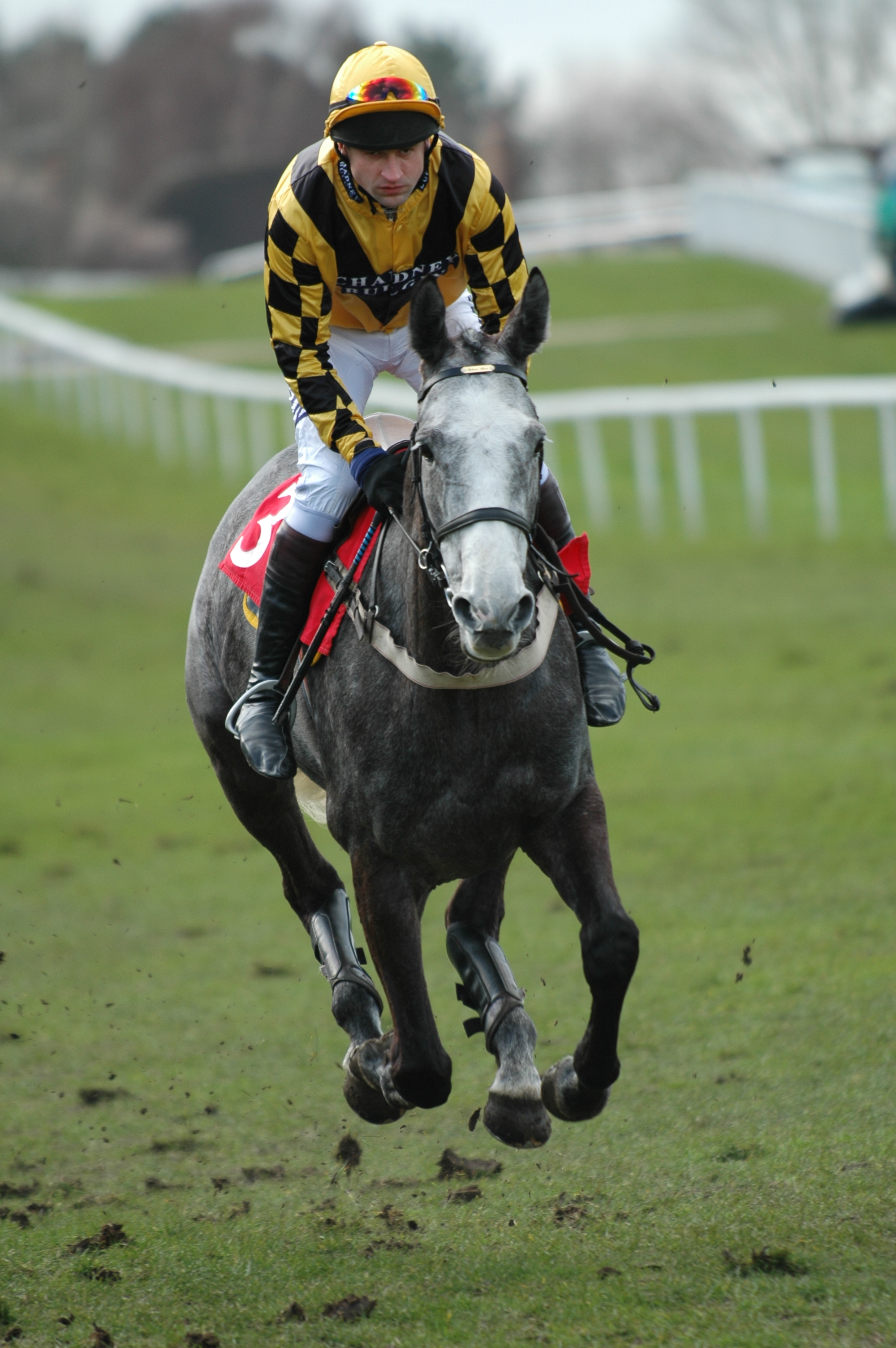
Schwebephase bei einem galoppierenden Rennpferd

Der Galopp ist eine schnelle Dreitaktgangart, für den Rechtsgalopp ist die Bewegungsfolge links hinten – rechts hinten mit links vorne – rechts vorne, dann ausgeprägte Schwebephase. Er kann auch spiegelbildlich als Linksgalopp geritten werden.
Der Galopp kann als eine Abfolge von Sprüngen aufgefasst werden. Diese lange nicht gesicherte Erkenntnis wurde, durch eine Wette animiert, erstmals 1878 durch den Fotografen Eadweard Muybridge mit dem Zoopraxiskop fotografisch festgehalten. Bei der von ihm entwickelten Aufnahmetechnik löste ein galoppierendes Pferd durch Reißleinen kurz hintereinander versetzte Kameras aus, die die verschiedenen Phasen des Galopps als Einzelbilder festhalten konnten.

Beim sehr schnellen Renngalopp sowie beim extrem langsamen Galopp verschiebt er sich in Richtung Viertakt, bei dem das diagonale Beinpaar nicht mehr gleichzeitig aufsetzt. Letzterer ist je nach Reitweise erwünscht oder verpönt.
Der Galoppwechsel a tempo kann als eine Abwandlung des Normalgalopps angesehen werden. Hierbei wechselt das Pferd bei jedem Galoppsprung die Galoppart vom Links- zum Rechtsgalopp und zurück. Als Karriere oder Carrière wird ein spezieller Galoppsprung bezeichnet: Dabei stößt sich das Pferd mit beiden Hinterbeinen gleichzeitig ab und springt nach vorne. Das ist beispielsweise bei Rennpferden beim Start zu beobachten oder bei Kutschpferden, die aus dem Stand angaloppieren und eine schwere Last zu ziehen haben.
In Deutschland wird Galopprennsport seit dem 10. August 1822 betrieben. Auf der Doberaner Rennbahn fanden damals die ersten Galopprennen mit Vollblütern in Deutschland statt. Das sind 26 Jahre, bevor mit dem ersten Turntag der Deutsche Turner-Bund gegründet wurde. Der Galopprennsport ist damit die älteste organisierte Sportart in Deutschland.
Siehe auch: Außengalopp, Fliegender Galoppwechsel, Kanter

## Besondere Gangarten
Die besonderen Gangarten sind nicht bei allen Rassen anzutreffen. Meist sind diese Gangarten genetisch festgelegt. Ein Erlernen des Passgangs ist zwar für viele Pferde möglich, aber solche mit der genetischen Anlage dazu tun sich sehr viel leichter dabei. Ein Pferd hat maximal fünf Gangarten.

### Slow Gait
Der Slow Gait ist genau genommen ein Schritt. Im Unterschied zu diesem wird jedoch jede Bewegung kurz unterbrochen, das bedeutet, dass das Pferd nach Anheben eines Fußes kurz verharrt. Der Slow Gait wird häufig bei Dressurturnieren für Gangpferde vorgeführt.

### Tölt

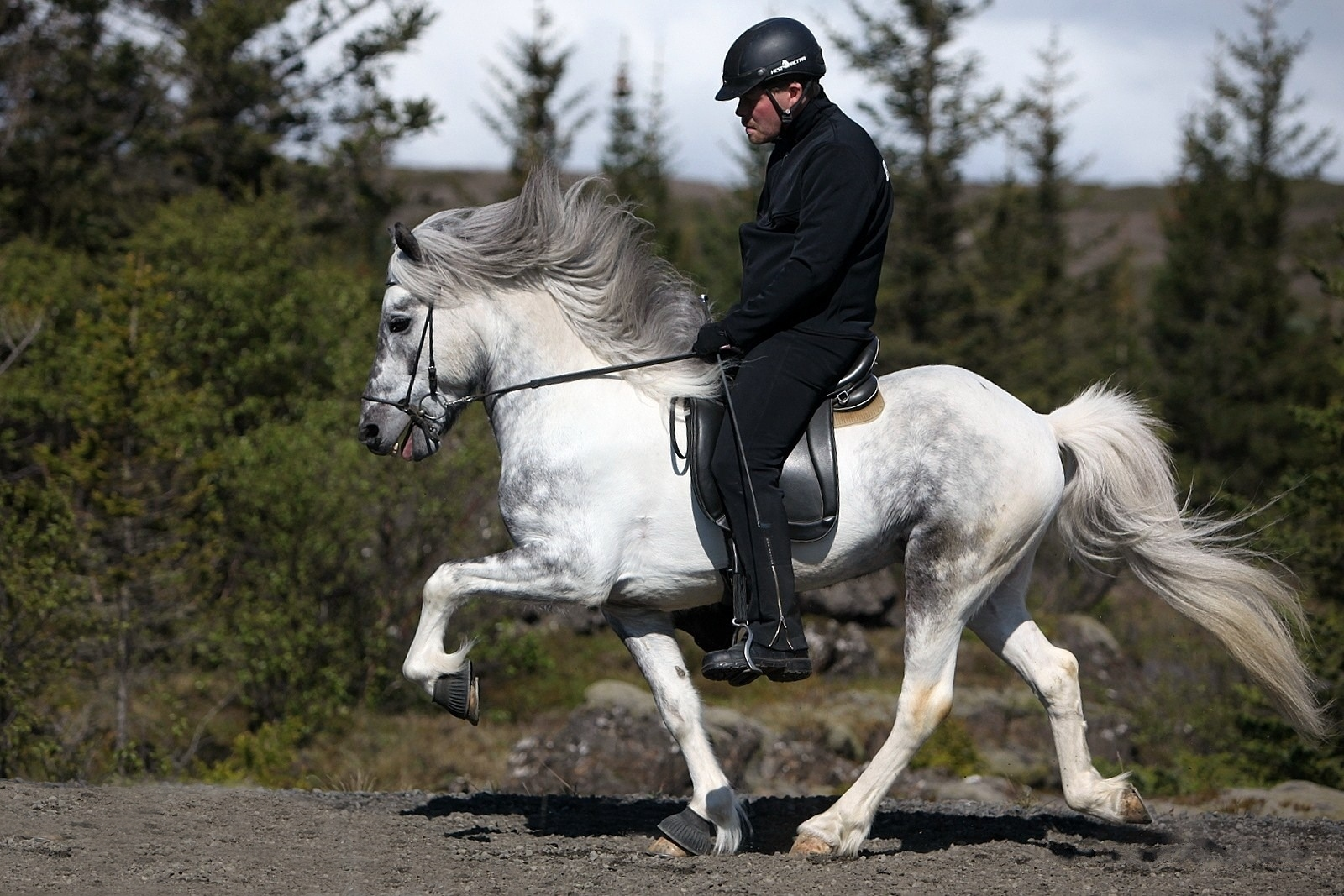
Islandpferd im Tölt

Der Tölt und seine Varianten Paso, Walk, Rack und Marcha sind spezielle Gangarten, die an ein Gen gebunden sind, das nur bei bestimmten Pferderassen vorkommt. Tölt ist für den Reiter besonders angenehm. Im Gegensatz zu Trab und Galopp hat Tölt keine Schwebephase, sondern ist eine gelaufene Gangart. Der Reiter sitzt fast erschütterungslos auf einem locker schwingenden Rücken. Tölt hat, abhängig von der Ganganlage und Ausbildung des Pferdes, eine hohe Tempovarianz zwischen Schritt- und Galopptempo.
Die Fußfolge ist im Tölt dieselbe wie im Schritt: hinten links, vorne links, hinten rechts, vorne rechts.
Der Tölt und der Schritt sind Gangarten im Viertakt mit acht Phasen. Anders als beim Schritt wechseln sich im Tölt jedoch Ein- und Zweibeinstützen ab. Die Phasenfolge des Tölts ist daher, beginnend in einer diagonalen Zweibeinstützphase hinten rechts und vorne links:
1. links vorne fußt ab – Einbeinstütze hinten rechts
2. rechts vorne fußt auf – laterale Zweibeinstütze
3. rechts hinten fußt ab – Einbeinstütze vorne rechts
4. links hinten fußt auf – diagonale Zweibeinstütze
5. rechts vorne fußt ab – Einbeinstütze hinten links
6. links vorne fußt auf – laterale Zweibeinstütze
7. links hinten fußt ab – Einbeinstütze vorne links
8. rechts hinten fußt auf – diagonale Zweibeinstütze

Genetische Untersuchungen belegen, dass die Veranlagung für die Gangart Tölt an der Mutation des Gens DMRT3 liegt, die wahrscheinlich kurz nach der Domestizierung des Pferdes (4000–3000 v. Chr.) irgendwo in Eurasien erfolgte. Die schnelle Ausbreitung in der alten Welt wird als Ergebnis früher Zuchtwahl gesehen.
Töltende Pferde wurden im Mittelalter auch als Zelter bezeichnet. Diese Pferde waren aufgrund der für den Reiter sehr angenehmen Gangart (insbesondere auf langen Ritten) beliebt. Mit dem Aufkommen der Kutschfahrerei wurden bequeme Reitpferde unwichtig. Die Reiterei wandelte sich mehr und mehr zum Sport. Da Tölt keine Sprungphase hat und somit keine einem trabenden Pferd adäquate Leistung erbracht werden kann, bekamen Trab und Galopp in der Zucht den Vorrang. Durch die Erfindung und Verbreitung des Automobils gab es eine lange Phase der Stagnation in der Reitpferdezucht, die Gebrauchsreiterei starb in den Industrieländern nahezu gänzlich. Der Pferdebestand war durch die Weltkriege stark dezimiert worden. In den Jahren nach dem Zweiten Weltkrieg wurden in Deutschland jedoch wieder vermehrt Arbeitspferde als Ersatz für Fahrzeuge eingesetzt. Ausgehend von der klassischen, oft militärischen Reiterei gab es in Deutschland nach dem Zweiten Weltkrieg nur noch wenige Dressur- und Springreiter.
Mit der Entwicklung der Freizeitreiterei und der Verbreitung der Islandpferde in den 1970er Jahren (u. a. auch durch das Engagement von Ursula Bruns, Autorin der Immenhof-Geschichten) auch und gerade in Deutschland wurden der Tölt und das Gangpferdereiten wieder populär. Nach dem Islandpferd wurden auch viele andere Gangpferderassen nach Deutschland importiert und werden inzwischen hier gezüchtet, z. B. Peruanische Pasos und Paso Finos, Aegidienberger, American Saddlebreds, Berber und töltende Traber. Es gibt immer mehr spezielle Gangpferdeturniere für Islandpferde und weitere töltende Rassen, ausgetragen in erster Linie vom Islandpferde-Reiter- und Züchterverband (IPZV) und der Internationalen Gangpferdevereinigung (IGV).
Es gibt diverse Verschiebungen in der Fußfolge: Von Passtölter bis zum Trabtölter ist alles möglich.
Beim Paso Peruano wird der Tölt auch als Paso Llano bezeichnet, beim Paso Fino als Paso.

#### Paso
Die Gangveranlagung ist beim Paso Fino genetisch stark fixiert und sehr natürlich. Die Grundgangart ist der Paso, ein reiner Viertakt. Junge Pferde oder solche in Ausbildung werden mehr im Trocha (sprich: „Trotscha“), einem Trabtölt, geritten als im Paso. Durch die Versammlung des Pferdes verschieben sie stufenlos in den reinen Viertakt, den Paso. Pass ist bei den Paso Finos nicht erwünscht.

#### Rack

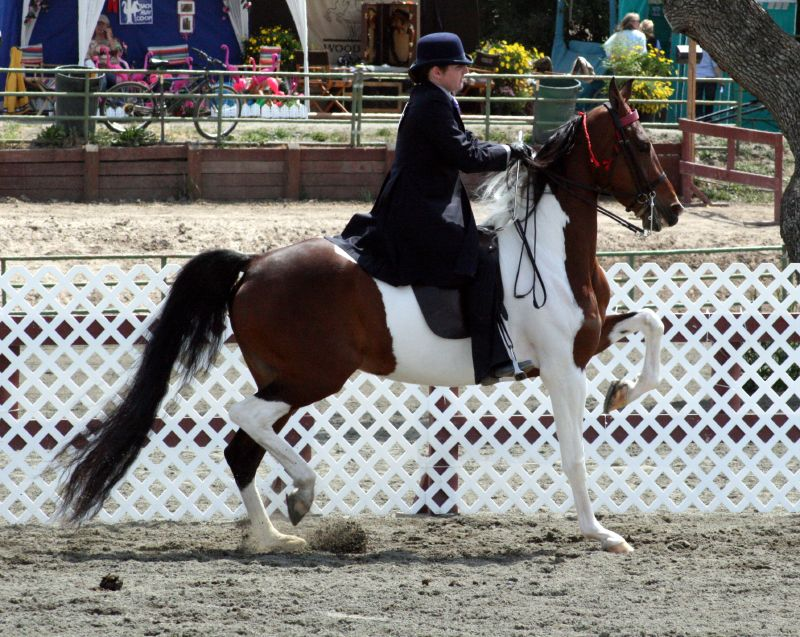
Rack

Der Rack zeigt das gleiche Schrittbild wie der Tölt. Wie beim Slow Gait soll das Pferd auch hier zur Kadenzierung kurze Stopps in die Bewegung einbauen. Der Rack wird häufig auf Dressurturnieren für Gangpferde vorgeführt. Im Mittelalter wurde diese „fünfte Gangart“ in Deutschland als „Zelt“ bezeichnet, daher stammt auch der Name eines bestimmten Pferdetyps: „Zeltinger“.

#### Walk
Der Walk ist die Gangart des Tennessee Walking Horse. Sie ähnelt dem Tölt. Im Gegensatz zu diesem sind beim Walk allerdings immer drei Hufe am Boden, was höhere Gangsicherheit ergibt. Der Walk ist ein Viertakt mit Kopfnicken und Zähneklicken.

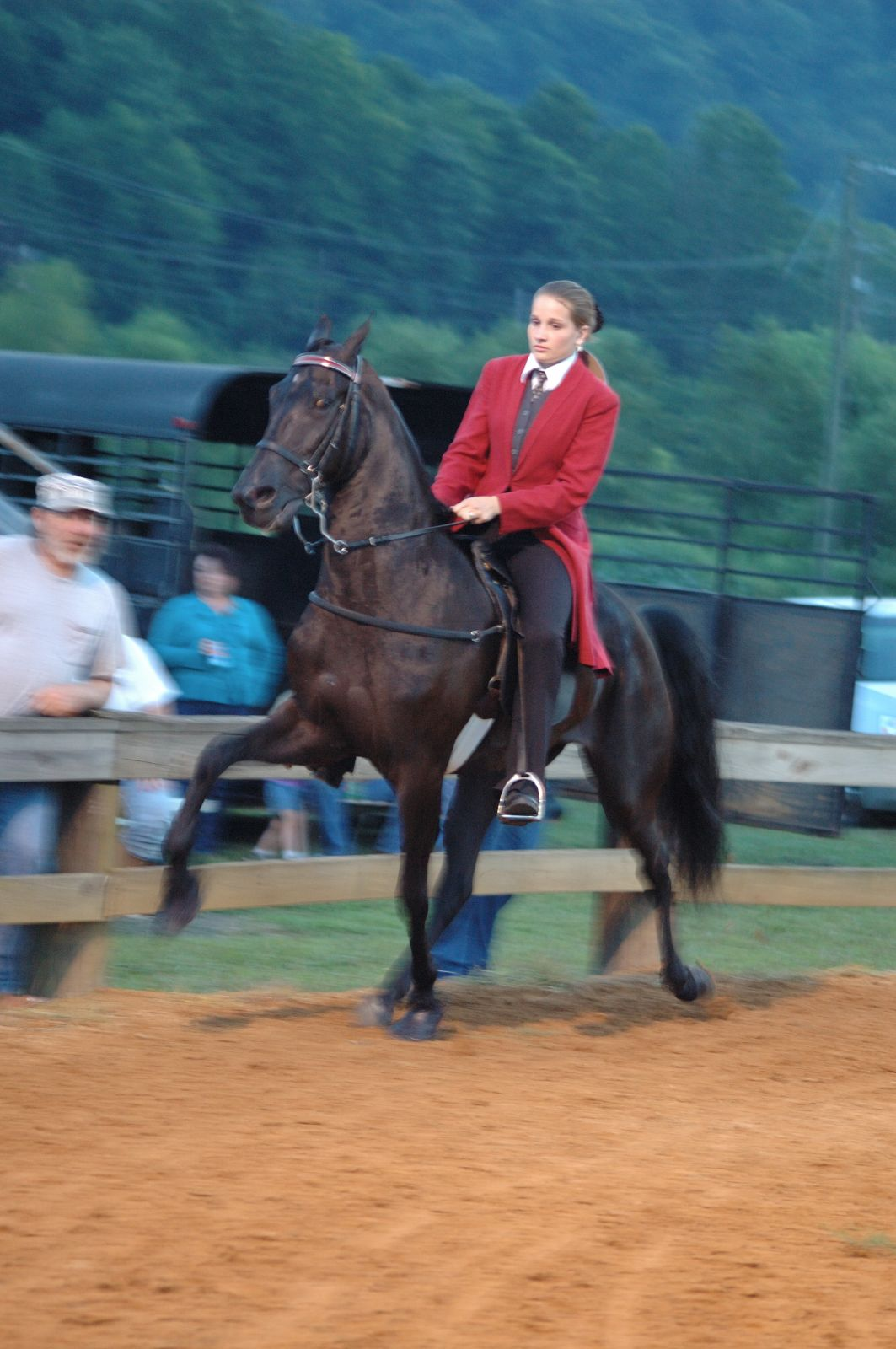
Running Walk

#### Marcha
Der Marcha ist die bevorzugte Bewegungsart des brasilianischen Mangalarga Marchador. Er ist ein dem Tölt verwandter, langsamer bis mittelschneller Viertakt, der in verschiedenen Varianten vorkommt – beispielsweise Marcha Batida, einer zum Trab hin verschobenen Variante, bei dem immer mindestens zwei Beine am Boden sind, es also keine Einbeinstützen gibt, sowie der Martha Picarda, die durch ihren isochronen Viertakt der klassischen Definition des Tölts entspricht.

#### Jog
Im Westernreiten nennt man einen sehr langsamen, mit kurzen Schritten ohne Schwebephase ausgeübten, ausdauernd zu reitenden Trab den Jog. Dieser ist im praktischen Westernreiten besonders wichtig, da er optimal dem Tempo einer getriebenen Rinderherde entspricht.

### Pass
Beim Passgang handelt es sich um eine laterale Gangart im Zweitakt in zwei Phasen, bei der die gleichseitigen Beinpaare abwechselnd auffußen. Das Pferd fällt dabei von einer Lateralen auf die andere. Ruhiger Passgang kann als Ganglage bei Gangpferdearten auftreten. Diese Form des Passes kann jedoch auch bei dreigängigen Pferden auftreten, wenn ein Pferd stark verritten und aus dem Gleichgewicht gebracht wird. Pass ist in dieser Form bei jedem Pferd absolut unerwünscht. Wird ein Pferd im Pass geritten, wird es immer steifer, da es sich in dieser Gangart kaum biegen kann. Dies führt langfristig zu schweren Verspannungen und Schäden.

#### Rennpass
Eine Variation des Passes ist der Rennpass beim Islandpferd, der wie oben, jedoch im Renntempo und mit Flugphase geritten wird. Die schnellsten Isländer können eine Geschwindigkeit von 45 km/h entwickeln. Da diese Gangart für das Pferd sehr anstrengend ist, reitet man sie nur auf kurzen Strecken und nicht zu oft.
Das Reiten im Rennpass sollte nur von erfahrenen Reitern oder mit einem Trainer durchgeführt werden.

#### Schweinepass
Als Schweinepass bezeichnet man den vollständig zum Pass hin verschobenen Tölt. Häufig entsteht er durch Verspannungen oder falsches Reiten. Der Schweinepass ist unerwünscht und führt zum Aufbau von Muskelgruppen, die das Laufen über den Rücken behindern. Mit Gangmanipulation (schweren Beschlägen, Gewichten, Glocken etc.) und sinnvoller Dressurarbeit kann man den Pass korrigieren.

### Foxtrott
Der Foxtrott ist eine Spezial-Gangart des Missouri Foxtrotters, in der das Pferd vorne schreitet und hinten trabt. Die Gangart ist sehr sicher und verhindert relativ gut eine frühe Ermüdung des Pferdes.

## Tempi in der Dressur
In der Dressur werden folgende Tempi unterschieden:
Schritt
Versammelter SchrittDer Hinterfuß fußt – je nach Grad der Versammlung – in die Spur des Vorderhufs bis etwa eine Huflänge dahinter.
MittelschrittDer Hinterfuß fußt etwa eine Huflänge über die Spur des Vorderhufs hinaus.
Starker SchrittDer Hinterfuß fußt möglichst weit über die Spur des Vorderhufs hinaus.
Trab
Versammelter TrabDer Hinterfuß fußt etwa eine Huflänge hinter der Spur des Vorderhufs. Bei stärkerer Versammlung gibt es keine Schwebephase.
ArbeitstrabDer Hinterhuf fußt in die Spur des Vorderhufs.
MitteltrabDer Hinterfuß fußt mindestens eine Huflänge über die Spur des Vorderhufs hinaus.
Starker TrabDer Hinterfuß fußt möglichst weit über die Spur des Vorderhufs hinaus.
Tritte verlängern
Galopp
Versammelter GaloppDer Hinterfuß fußt – je nach Grad der Versammlung – in die Spur des Vorderhufs bis etwa eine Huflänge dahinter.
ArbeitsgaloppDer Hinterfuß fußt etwa eine Huflänge über die Spur des Vorderhufs hinaus.
MittelgaloppDer Hinterfuß fußt deutlich über die Spur des Vorderhufs hinaus.
Starker GaloppDer Hinterfuß fußt möglichst weit über die Spur des Vorderhufs hinaus.
Galoppsprünge verlängern